# Erik Bergqvist
Erik Gustaf "Berka" Bergqvist (født 20. juni 1891 i Stockholm, død 17. februar 1954 smst) var en svensk alsidig sportsmand og forretningsmand. Han deltog i OL 1912 i Stockholm og 1920 i Antwerpen.

## Idrætskarriere
Ved OL 1912 i Stockholm var Bergqvist en del af det svenske vandpolohold, som vandt sølvmedaljer. Holdet vandt sin indledende kamp mod Frankrig, hvor Bergqvist scorede tre mål, men tabte semifinalen til Storbritannien 3-6. De lidt specielle regler gjorde, at holdet var med i kampe om sølvmedaljerne, og her blev det til sejr over Østrig med 8-1 (3 mål af Bergqvist) og 4-2 over Belgien (2 mål af Bergqvist), hvorved sølvmedaljerne var sikret.
Han deltog ved samme lege også i svømning i disciplinen 100 m fri. Her vandt han sit første heat i tiden 1:13,4, men stillede ikke op i kvartfinalen. Endelig var han udtaget til det svenske fodboldlandshold, men var ikke med på holdet i kampen i første runde mod Holland, som svenskerne tabte og dermed var ude af turneringen.
Otte år senere vandt han en bronzemedalje i vandpolo ved OL 1920 i Antwerpen.
I fodbold spillede han målmand, først for IFK Stockholm, senere for AIK med hvilken klub, han vandt det svenske mesterskab i 1914 og 1916. Han spillede fire kampe på det svenske landshold mellem 1912 og 1916.

## Civil karriere
Bergqvist havde rejst i England og havde her stiftet bekendtskab med spil og væddemål i sport. I 1920'erne og 1930'erne fandtes der en hel del ulovlig spil på sport, og han grundlagde sammen med to andre – med statens opbakning – det private firma AB Tipstjänst i 1934. I 1943 blev den svenske stat eneejer af firmaet, og i den forbindelse blev Bergqvist generalinspektør. Han blev egentlig tilbudt stillingen som generaldirektør, men det krævede, at han var medlem af Socialdemokraterne, hvilket han ikke ønskede.